# 刘纯倓
刘纯倓（1914年—1977年），男，江西南昌人，中国冶金专家，曾任武汉钢铁公司动力部副总工程师，第四届全国政协委员。